# Моранте, Лаура
Лаура Моранте (итал. Laura Morante; род. 21 августа 1956, Санта-Фьора, Тоскана, Италия) — итальянская актриса

. Племянница известной писательницы Эльзы Моранте.

## Биография
Лаура Моранте родилась 21 августа 1956 года в Санта-Фьоре, провинция Гроссето (Тоскана), в семье Марчелло Моранте, брата писательницы Эльзы Моранте, и Мария Бона Палаццески.
Моранте начала свою актёрскую карьеру на сцене в 18 лет первоначально как танцовщицей в театральной компании Кармело Бене. Дебютировала в фильме «Потерянные вещи». Режиссёр Джузеппе Бертолуччи, чей брат будет режиссёром второго фильма, в котором Моранте появится, «Трагедия смешного человека». В конце концов у неё был прорыв благодаря Нанни Моретти, который дал ей главную роль в фильме «Бьянка».
После замужества с французским актёром Жоржем Клаиссом Моранте переехала в Париж, где благодаря участию в многочисленных постановках приобрела известность в Европейском художественном кино. Вернувшись в Италию, в 2001 году она выиграла премию «Давид ди Донателло» за лучшую женскую роль в фильме Моретти «Комната сына». Позже она снова была номинирована на премию «Давид ди Донателло» в эту же категорию в 2003 году в фильме Габриеле Муччино «Помни обо мне», и завоевала серебряную ленту за лучшую женскую роль в фильме Карло Вердоне «Любовь вечна, пока она сильная».
Моранте привлекла значительное внимание своим выступлением в роли Мадам Журден в фильме «Мольер». Она также предоставила голос Хелен Парр («Эластика») в итальянском дубляже анимационного фильма студии «Pixar» — «Суперсемейка». Очень активно уделяет и кинематографу во Франции, в 2012 году Моранте дебютировала в качестве режиссёра и сценариста в французско-итальянском фильме «Вишенка на новогоднем торте», за что была номинирована на премию Давид ди Донателло за лучшую режиссуру.